# الان مكغريغور
الان مكغريغور (بالإنجليزية: Allan McGregor) (31 يناير 1982 المملكة المتحدة - ) هو لاعب كرة قدم بريطاني، يلعب كحارس مرمى.

## مسيرته الكروية
لعب الان مكغريغور خلال مسيرته الاحترافية مع 6 أندية في واحد وعشرون موسمًا ولم يسجل خلالها أي هدف ضمن 497 مباراة. حيث فاز في أربعة مواسم بالكأس وفي خمسة مواسم بالدوري.
خاض الان مكغريغور مسيرته مع نادي رينجرز في موسم 2001–02 في المرة الأولى ولمدة موسمين ثم في موسم 2006–07 ليلعب معه ثمانية مواسم ثم في موسم 2018–19 ولمدة موسمين، مشاركًا طوالها في 266 مباراة ولم يسجل أي هدف. ثم انتقل إلى نادي سانت جونستون في موسم 2004–05 لمدة موسم واحد، حيث شارك في 20 مباراة ولم يسجل أي هدف أيضًا. لينتقل بعدها إلى نادي دونفرملين أثلتيك في موسم 2005–06 لمدة موسم واحد، مشاركًا في 26 مباراة ولم يسجل أي هدف أيضًا. ثم انتقل إلى نادي بشكتاش في موسم 2012–13 لمدة موسم واحد، مشاركًا في 26 مباراة ولم يسجل أي هدف أيضًا. هذا وانتقل لاحقًا إلى نادي هال سيتي في موسم 2013–14 في المرة الأولى ليلعب معه أربعة مواسم ثم في موسم 2017–18 لمدة موسم واحد، مشاركًا طوالها في 140 مباراة ولم يسجل أي هدف أيضًا. ثم انتقل بعدها إلى نادي كارديف سيتي في موسم 2016–17 لمدة موسم واحد، مشاركًا في 19 مباراة ولم يسجل أي هدف أيضًا.

## وصلات خارجية
الان مكغريغور على موقع الاتحاد الأوربي (الإنجليزية)
- الان مكغريغور على موقع الاتحاد الإسكتلندي (الإنجليزية)
- الان مكغريغور على موقع اتحاد تركيا (لاعب) (الإنجليزية)
- الان مكغريغور على موقع إي إس بي إن إف سي (الإنجليزية)
- الان مكغريغور على موقع قاعدة بيانات كرة القدم.إي يو (الإنجليزية)
- الان مكغريغور على موقع ناشيونال فوتبول تيمز (الإنجليزية)
- الان مكغريغور على موقع Soccerbase.com (لاعب) (الإنجليزية)
- الان مكغريغور على موقع Soccerway.com (الإنجليزية)
- الان مكغريغور على موقع عالم كرة القدم.نت (الإنجليزية)
- الان مكغريغور على موقع AS.com (الإسبانية)